# Anja Orthodox
Anja Orthodox, właśc. Anna Kumala, z domu Sabiniewicz (ur. 24 grudnia 1964 w Warszawie) – polska artystka rockowa, wokalistka, autorka tekstów oraz kompozytorka. Znana jest przede wszystkim z wieloletnich występów w zespole Closterkeller, wykonującym muzykę z pogranicza rocka i metalu gotyckiego. Współpracowała także z zespołami, takimi jak: Wilki, Sweet Noise, Voo Voo, Virgin, Abraxas czy Ira. Często określana jest przez media „pierwszą damą polskiego metalu i gotyku”, uznawana także za jedną z najbardziej wyrazistych postaci sceny rockowo-metalowej w Polsce.

## Działalność artystyczna

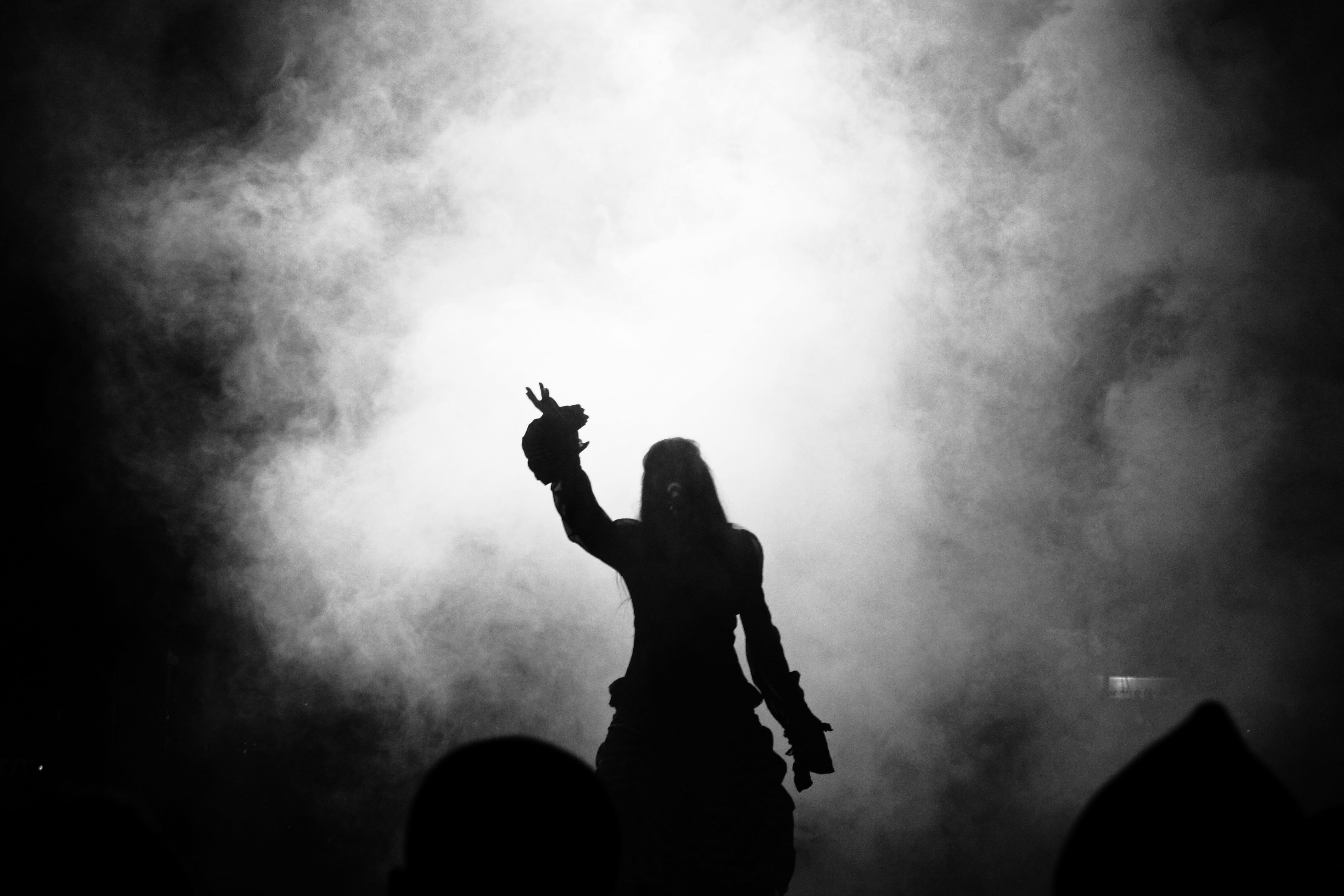
Anja Orthodox podczas koncertu w 2011

Absolwentka II Liceum Ogólnokształcącego im. Stefana Batorego w Warszawie (matura 1983). Zaczęła zawodowo śpiewać w 1987. Przez osiem lat była statystką w Teatrze Wielkim w Warszawie. W 1987 zadebiutowała jako aktorka w roli Frani w komedii O rany, nic się nie stało!!! u boku Wojciecha Malajkata.
1 stycznia 1988 została wokalistką zespołu Closterkeller, co zapewniło jej największą popularność. Współpracowała gościnnie jako wokalistka również m.in. z zespołami: Wilki, Sweet Noise, Voo Voo, IRA, Sexbomba, Piersi, Kobranocka, Abraxas, Pornografia, Mordor czy Delator. 
W 1994 wcieliła się w rolę przywódczyni Hell’s Angels w sztuce Wariacje Goldbergowskie wystawianej w Teatrze Powszechnym w Warszawie. Również w 1994 wzięła udział w nagraniu singla zespołu Golden Life pt. „24.11.1994”, w którym zaśpiewała m.in. wraz z Grzegorzem Markowskim, Fiolką, Arturem Gadowskim. W ramach akcji charytatywnej Pocztówka do Św. Mikołaja, w grudniu 2000 nagrała utwór pt. „Są marzenia” u boku Urszuli, Krzysztofa Cugowskiego, Grzegorza Markowskiego i Beaty Kozidrak. Trzy lata później wspólnie z muzykami zespołu Abraxas nagrała płytę „Granica czerni i bieli” (jako główna wokalistka i autorka tekstów) pod nazwą Svann.
W 2004 weszła w skład jury festiwalu TOPtrendy organizowanego przez telewizję Polsat. W 2006 wsparła akcję „Pomóż dzieciom godnie żyć”, nagrywając utwór pt. „Nadzieja”.
Jest autorką niektórych tekstów zespołów, takich jak: Virgin, Volver czy Hopsa. Ponadto pisała felietony do pism i portali internetowych, m.in. Teraz Rock, Onet.pl czy Machina. Wspiera początkujących artystów, często bywa zapraszana jako jurorka na przeglądy młodych zespołów.
W 2011 wzięła udział w nagraniu płyty OME - Tomek Beksiński, nagrywając utwór „Po deszczu”. W styczniu 2011 zaczęła prowadzić cotygodniową audycję pt. „Abracadabra” w RadiuWWW. 9 stycznia 2013 nagrana została ostatnia audycja, po której radio zawiesiło swoją działalność. Jesienią 2018 była jedną z jurorek talent-show telewizji Polsat Śpiewajmy razem. All Together Now.

## Życie prywatne

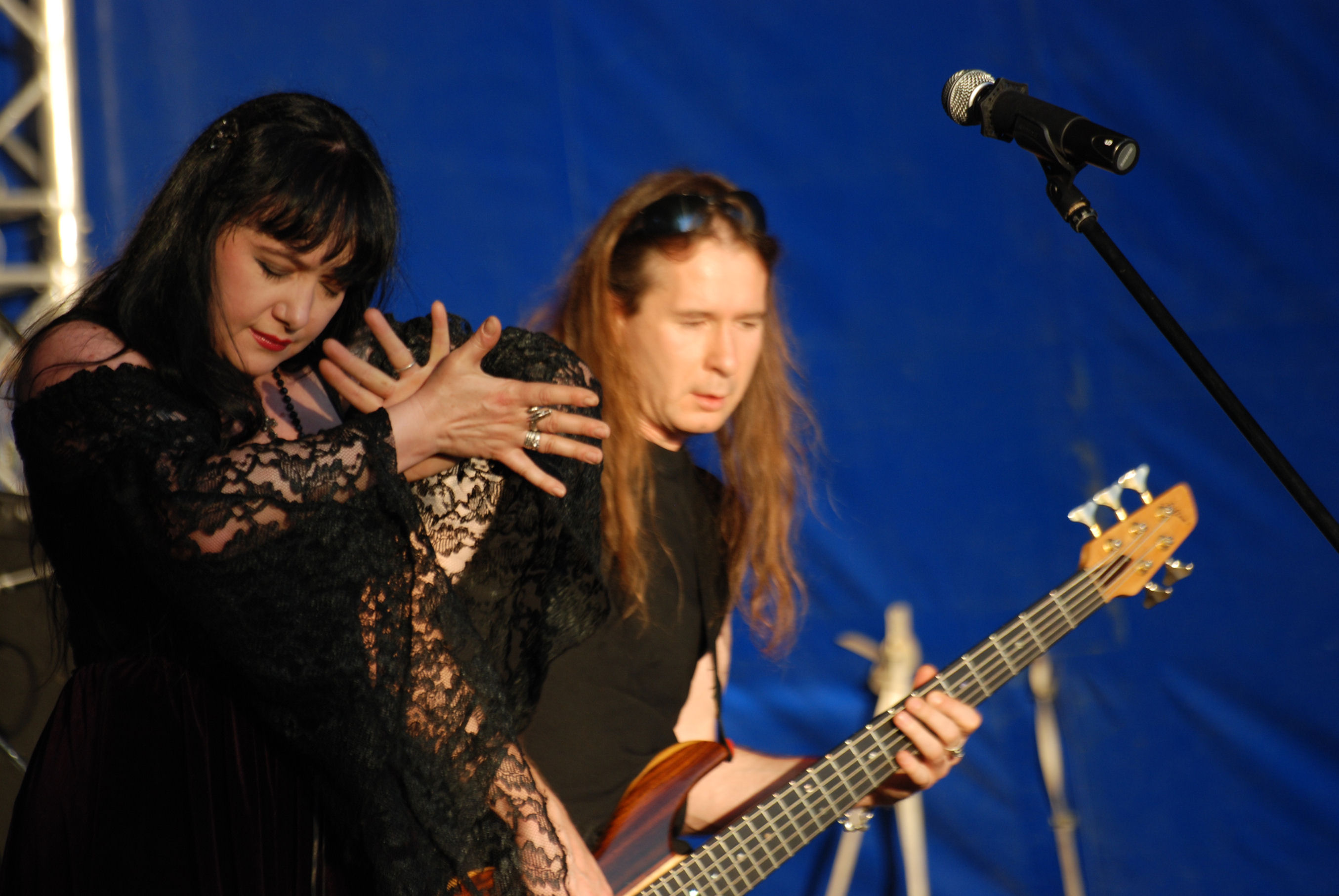
Anja Orthodox i Krzysztof Najman na festiwalu Castle Party (2008)

W 1990 została absolwentką Wydziału Zootechniki Szkoły Głównej Gospodarstwa Wiejskiego w Warszawie.
7 listopada 1992 w Warszawie poślubiła Krzysztofa Najmana, basistę zespołu Closterkeller. Para uczciła ten fakt „rockowym weselem” połączonym z koncertem Closterkellera w warszawskim klubie Fugazi. Mają syna, Adama (ur. 1993). Rozwiedli się w 1999 po siedmiu latach małżeństwa. Pozostawała w nieformalnym związku z gitarzystą Marcinem Mentelem i basistą Piotrem Szymańskim. 17 stycznia 2009 w Urzędzie Stanu Cywilnego na warszawskiej Pradze poślubiła gitarzystę Mariusza Kumalę, z którym ma syna, Jakuba (ur. 2007).
W latach 1998–2000 była radną dzielnicy Ochota miasta stołecznego Warszawa. Nigdy nie należała do żadnej partii politycznej, natomiast niejednokrotnie podkreślała, że ideologicznie związana jest z lewicą, przez co niesłusznie identyfikowano ją z SLD.
Jest ateistką.

## Dyskografia
- Delator – Manipulacja (1991, Polton)[21]
- Voo Voo – Mimozaika (1991, Jam)[31]
- Tubylcy Betonu – Acid Party (1992, Pomaton)[21]
- Wilki – Wilki (1992, MJM Music)[32]
- Kobranocka – Ku nieboskłonom (1992, Izabelin Studio)[33]
- Para Wino & Anja Orthodox – Punk Ofiary – „Fogg not dead” (1993, Loud Out Records)[21]
- Full Metal Jacket – Full Metal Jacket (1993, Polton)[21]
- Mordor – Prayer to... (1993, Baron Records)[21]
- Piersi – 60/70 Piersi i przyjaciele (1994, Silverton)[34]
- Golden Life – 24.11.94 (singel, 1994, Zic Zac)[21]
- Sweet Noise – Getto (1996, Izabelin Studio)[35]
- Abraxas – 99 (1999, Metal Mind Productions)[36]
- Abraxas – Live In Memoriam (2000, Kuźnia)[37]
- Rock Atak – Rockdown (2002, New Projekt Production)[21]
- Rock Atak – Rockout (2002, New Projekt Production)[21]
- Svann – Granica czerni i bieli (2003, Intech)[38]
- Oddział Otwarty – Dom muzyki: Fixed (2003, Polskie Radio)[21]
- Sexbomba – SeXXbomba (2007, Sonic)[39]
- Tomasz Lubert – Z miłości do muzyki (2014, Universal Music Polska)[40]
- Beuthen - Ani kropli łzy (2019, ZimaRecords)[41][42]

## Filmografia
- O rany, nic się nie stało!!! (jako Frania, 1987)[5]
- Dzieci Jarocina (jako ona sama, 2000)[5]
- Witajcie w mroku (jako ona sama, 2008)
- Doctor Jimmy (jako ona sama, 2009)[5]
- Jarocin. Po co wolność (2016, film dokumentalny, reżyseria: Leszek Gnoiński, Marek Gajczak)[43]